# 月眉 (桃園市)
月眉，是臺灣桃園市大溪區的一個傳統地域名稱，位於該區中部偏西北。相較於今日行政區，其範圍大致為月眉里西南部。
桃園市唯一的國定古蹟李騰芳古宅位於本地區內。

## 歷史
台灣清治末期至日治初期，月眉地區為一街庄，稱為「月眉庄」，隸屬於海山堡。該庄西及北隔大漢溪與缺仔庄相望，東北與石墩庄為鄰，東南與田心仔庄為鄰，西南邊為大嵙崁街。
1901年（日治明治三十四年）11月，全台設置二十廳，該庄隸屬於桃仔園廳。1903年（明治三十六年），改名桃園廳。1909年（明治四十二年）10月，合併二十廳為十二廳，該庄隸屬不變。1920年（大正九年），廢十二廳改設五州二廳，該庄改制為「月眉」大字，隸屬於新竹州大溪郡大溪街。
戰後大溪街改制為大溪鎮，隸屬於新竹縣，大字亦改制為里。1950年桃、竹、苗分治，大溪鎮改隸屬於桃園縣。2014年12月，桃園縣升格為直轄桃園市，大溪鎮改制為大溪區。

## 交通
省道台3線（中正路三段）俗稱「內山公路」，是臺北至屏東的幹道，大致以東北—西南走向轉東南—西北走向經過月眉地區東南部及西南部邊界地帶。由此道路向東北可前往三峽、土城、板橋、臺北等地，向西北過大漢溪橋後轉東北再繞180度大彎轉西南可前往員樹林、龍潭、關西、橫山等地。

## 文化資產
- 李騰芳古宅（國定古蹟）